# Bầu cử Tổng Bí thư Ban Chấp hành Trung ương Đảng Cộng sản Việt Nam 2024
Cuộc bầu cử Tổng Bí thư Ban Chấp hành Trung ương Đảng Cộng sản Việt Nam diễn ra trong ngày 03 tháng 08, 2024 để chọn ra Tổng Bí thư mới sau khi Tổng Bí thư Nguyễn Phú Trọng từ trần ngày 19 tháng 7 năm 2024. Tổng bí thư được cho là người có chức vụ, quyền lực cao nhất ở Việt Nam do đây là chức vụ cao nhất của Đảng và Điều 4 Hiến pháp năm 2013 quy định Đảng là "là lực lượng lãnh đạo Nhà nước và xã hội". Căn cứ Điều lệ Đảng của Đại hội Đại biểu toàn quốc, Ban Chấp hành Trung ương Đảng sẽ bầu một Ủy viên Bộ Chính trị làm Tổng Bí thư.
Với 100% phiếu ủng hộ, Chủ tịch nước Tô Lâm đã được Ban chấp hành Trung ương Đảng khóa 13 bầu làm Tổng Bí thư nhiệm kỳ 2021-2026 vào sáng 3 tháng 8. Thông cáo của Văn phòng Trung ương Đảng phát ngay sau hội nghị cho biết căn cứ các quy định của Đảng, trên cơ sở định hướng giới thiệu nhân sự của Bộ Chính trị, Trung ương đã thảo luận dân chủ, thống nhất rất cao với số phiếu tuyệt đối 100% bầu ông Tô Lâm, Ủy viên Bộ Chính trị, Chủ tịch nước giữ chức Tổng Bí thư Ban Chấp hành Trung ương Đảng khóa 13.

## Ứng viên
Căn cứ Quy định 214 của Bộ Chính trị về khung tiêu chuẩn chức danh Tổng Bí thư, Tổng Bí thư phải là người có uy tín cao trong TƯ, Bộ Chính trị, trong toàn Đảng và Nhân dân (Quốc hội). Đặc biệt, Tổng bí thư phải là người đã kinh qua và hoàn thành tốt nhiệm vụ ở chức vụ bí thư tỉnh uỷ, thành uỷ hoặc trưởng ban, bộ, ngành TƯ; tham gia Bộ Chính trị trọn một nhiệm kỳ trở lên (trừ trường hợp đặc biệt do BCH TƯ quyết định).
Do đó, căn cứ quy định này, theo truyền thông sẽ chỉ có 2 ứng cử viên tiềm năng đáp ứng đầy đủ các tiêu chuẩn, bao gồm quy định trọn 1 nhiệm kì Bộ Chính trị trở lên, tại thời điểm bầu cử để trở thành Tổng Bí thư là: 
| Bộ Chính trị Ban Chấp hành Trung ương Đảng Cộng sản Việt Nam | Bộ Chính trị Ban Chấp hành Trung ương Đảng Cộng sản Việt Nam | Bộ Chính trị Ban Chấp hành Trung ương Đảng Cộng sản Việt Nam | Bộ Chính trị Ban Chấp hành Trung ương Đảng Cộng sản Việt Nam | Bộ Chính trị Ban Chấp hành Trung ương Đảng Cộng sản Việt Nam             | Bộ Chính trị Ban Chấp hành Trung ương Đảng Cộng sản Việt Nam                                                       |
| Đại hội XIII (2021)                                          | Đại hội XIII (2021)                                          | Đại hội XIII (2021)                                          | Đại hội XIII (2021) | Đại hội XIII (2021)                                                      | Đại hội XIII (2021)                                                                                                |
| STT                                                          | Hình ảnh                                                     | Họ và tên                                                    | Chức vụ Đảng | Chức vụ Nhà nước, Đoàn thể                                               | Kết quả tín nhiệm tại Quốc hội năm 2023                                                                            |
| Đương nhiệm                                                  | Đương nhiệm                                                  | Đương nhiệm                                                  | Đương nhiệm | Đương nhiệm                                                              | Đương nhiệm |
| ------------------------------------------------------------ | ------------------------------------------------------------ | ------------------------------------------------------------ | --- | ------------------------------------------------------------------------ | --- |
| 1                                                            |                                                              | Đại tướng Tô Lâm (1957-)                                     | - Ủy viên Bộ Chính trị phụ trách điều hành hoạt động của Ban Chấp hành Trung ương Đảng, Bộ Chính trị, Ban Bí thư - Ủy viên Thường vụ Quân ủy Trung ương - Ủy viên Thường vụ Đảng ủy Công an Trung ương - Trưởng ban Chỉ đạo Cải cách Tư pháp Trung ương | - Chủ tịch nước (từ 22/5/2024) - Chủ tịch Hội đồng Quốc phòng và An ninh | Tín nhiệm cao: 329 phiếu (chiếm 68,40%) Tín nhiệm: 109 phiếu (chiếm 22,66%) Tín nhiệm thấp: 43 phiếu (chiếm 8,94%) |
| 2                                                            |                                                              | Phạm Minh Chính (1958-)                                      | - Bí thư Ban Cán sự Đảng Chính phủ - Ủy viên Thường vụ Quân ủy Trung ương - Ủy viên Thường vụ Đảng ủy Công an Trung ương | - Thủ tướng Chính phủ - Phó Chủ tịch Hội đồng Quốc phòng và An ninh      | Tín nhiệm cao: 373 phiếu (chiếm 77,55%) Tín nhiệm: 90 phiếu (chiếm 18,71%) Tín hiệm thấp: 17 phiếu (chiếm 3,53%)   |